# 熊的传说
《熊的傳說》（英語：Brother Bear）是一部由華特迪士尼影業製作，並於2003年發行上映的美國電腦動畫電影。它是迪士尼的第44部經典動畫長片。該部電影由亞倫·布萊斯和羅伯特·沃克執導，其配音陣容包括瓦昆·費尼克斯、傑洛米·蘇雷茲、里克·莫拉尼斯、大衛‧湯瑪斯、傑森·雷茲、D·B·史維尼、瓊恩·寇普蘭德和麥可·克拉克·鄧肯等人。
在這部電影的故事中，一位因努伊特的少年追殺了一隻熊，因為在之前和牠的打鬥中，這位少年的哥哥被殺死了。由於想要報仇，於是他在找到這隻熊以後就把牠殺了。但是神靈對這場不必要的死亡感到很憤怒，於是將這位少年變成了一隻熊來做為懲罰。這部電影原本的命名稱為《熊》（Bears），是三部在佛羅里達州奧蘭多的迪士尼製片廠生產的電影中最後一部，前兩部則是《花木蘭》和《星際寶貝》。該製片廠在這部動畫電影發行之後不久於2004年3月關閉。
《熊的傳說》最終在2003年11月1日於美國上映，並收到評論家褒貶不一的評價，這部電影被提名入圍奧斯卡的最佳動畫片獎，但是敗於《海底總動員》。其續集《熊的傳說2》於2006年8月29日以錄影帶首映形式發行。

## 劇情
很久以前，在古冰河時期，有三個住在北美洲的原住民兄弟，大哥叫做小奇（Sitka），二哥叫做狄克（Denahi），弟弟則叫做肯尼（Kenai）。肯尼很討厭熊。在他們的族群的傳統中，每個人在成年禮時都會得到一個動物的圖騰來做為自己的象徵。小奇拿到了象徵守護者的老鷹，狄克則拿到了象徵智慧的狼，肯尼拿到的卻是象徵愛的熊。肯尼對此感到很不滿，因為肯尼認為熊沒有情感，沒有知覺，更不會去愛任何事物。之後，肯尼又發現自己裝魚的籃子被熊偷走了，於是更加對熊感到厭惡。肯尼忍不住狄克的嘲笑，於是就去找熊出氣。但是，肯尼卻碰到了當初偷走魚的那隻母熊，和牠發生了一場搏鬥。大哥小奇在這陣混亂中為了解救肯尼而掉進冰河喪生。肯尼為此感到充滿仇恨，跑到森林中找這隻害死他大哥的熊，想要為他報仇。當肯尼成功殺死了那隻熊以後，神靈為此感到很憤怒，於是將肯尼變成了一隻熊來做為懲罰。不巧的是，狄克正要阻止肯尼去追殺那隻熊，並不知道肯尼已經被變成了熊，但是狄克卻又看到了肯尼破掉了的衣服，就以為肯尼也被熊殺死了，於是狄克就決定要展開報復，想為小奇與肯尼報仇。肯尼帶著熊的身子在差點被狄克殺死的情況下，掉落到了河流中。隔天早上，肯尼在河邊醒來了，並看到部落中的巫師泰娜娜（Tanana）在一旁看著他。肯尼發現自己身體的變化之後，感到非常驚訝，而泰娜娜緩和了肯尼的心情。雖然泰娜娜沒有辦法了解肯尼的熊言熊語，但是仍然建議肯尼，要他去找到極光接觸地面的地方，到那裡就可以請求小奇的靈魂將他變回人類。在肯尼尋找極光接觸大地的地點時，遇到了一隻喜歡喃喃自語又很頑皮的小熊柯達（Koda），而牠告訴肯尼自己知道肯尼想要去的地方，而且說那是所有熊的家鄉「鮭魚潮」，因為那裡可以抓到很多的魚。
接下來，肯尼踏上了和柯達一同前往那塊地的旅程，同時還要躲開想要追殺肯尼的狄克。肯尼在路途中也改變了原本對熊的看法。柯達和大家分享了自己和母親分離時發生的故事，肯尼驚訝的發現，自己當初殺害的那隻母熊其實就是哥達的母親。他感到非常自責，承受不了內心的壓力，於是就跑到了山林中。隔天早上，柯達找到了肯尼並問他發生了什麼事。肯尼在極度的羞恥和悔恨之下，告訴了哥達有關他的事實。哥達聽到了之後，感到非常的驚恐，喪慟使牠非常失落，而完全不理會肯尼嘗試的道歉和原諒的請求，而傷心的跑走了。肯尼認為自己沒有資格再當一隻熊，於是就跑到山頂上極光接觸地面的地方，想要尋找小奇的靈魂。這時，傷心的柯達碰到了阿盧和阿德，牠們兩個和哥達分享了牠們兄弟之間感情的深厚，這時哥達才明白，他和肯尼之間的友情才是最重要的事。狄克終於追到了肯尼，而在他們兩個打鬥時，柯達出現了。而肯尼決定要犧牲自己來救哥達，就像當初哥達的母親對柯達所做的一樣。肯尼這個無私的決定，顯示出自己已經有了愛的心胸，而在一旁觀看的老鷹小奇就把肯尼變回了人類。
肯尼雖然變回了人類，但這樣他就沒有辦法和柯達溝通了。這樣哥達就會成為一隻無依無靠的小熊。之後，肯尼告訴小奇說柯達需要他，所以請求小奇將他變回一隻熊。後來，小奇的靈魂、肯尼和狄克三兄弟在擁抱之後互相道別，而柯達母親的靈魂也和哥達說了再見。最後，變回熊的肯尼帶著柯達回到了他的部落，並將自己的熊爪印蓋在部落的石壁上，標誌著熊和人類的和平共處，故事結束。

## 配音員
| 演員               | 演員                                | 演員 | 角色                        |
| 英語               | 國語                                | 粵語 | 角色                        |
| ------------------ | ----------------------------------- | --- | --------------------------- |
| 瓦昆·菲尼克斯      | 范植偉                              | 方力申 | 肯尼（Kenai）               |
| 傑瑞米·舒瓦雷茲    | 高德宇                              | 周邦愷 | 哥達（Koda）                |
| 里克·莫拉尼斯      | 夏治世                              | 張達明 | 阿盧（Rutt）                |
| 大衛·托馬斯        | 姜先誠                              | 鄭中基 | 阿德（Tuke）                |
| 傑森·雷茲          | 于正昌                              | 許志安 | 狄克（Denahi）              |
| D·B·史維內         | 陳宏瑋                              | 高翰文 | 小奇（Sitka）               |
| 喬安·寇普蘭德      | 陳季霞                              | 黎宣 | 泰娜娜（Tanana）            |
| 迈克尔·克拉克·邓肯 | 楊少文                              | 盧雄 | 濤哥（Tug）                 |
| 格雷·普珀斯        | 姜先誠                              | 李建良 | 雄愛熊（Male Lover Bear）   |
| 寶莉·皮爾特        | 劉小芸                              | 郭碧珍 | 雌愛熊（Female Lover Bear） |
| 艾絲黛兒·哈里斯    | 崔幗夫                              | 謝月美 | 熊老奶奶（Old Lady Bear）   |
| 邦普·羅賓森        |                                     | 李建良 | 花栗鼠們（Chipmunks）       |
| 奧斯卡·卡瓦格雷    | 陳明陽                              | 葉振邦 | 旁白（Inuit Narrator）      |
|                    | 胡大衛                              | 李忠強 | 愛德加（Edgar）             |
|                    | 孫德成 康殿宏                       | 古明華 李鎮洲                                                                                                 | 公羊（Rams）                |
|                    | 周寧 劉安 王度 陳若甄 曾詩淳 趙明哲 | 陳安瑩 黃偉年 李淮楓 柳重言 李雪晴 盧子聰 陸睿僖 白嘉倩 陸穎僖 沈鳳 葉心怡 曹潔敏 譚錫禧 周小君 劉祖德 陳碧清 |                             |

## 製作
2001年時，IGN的一篇文章中出現了這部即將發行的電影的資訊，只是其顯示的片名為《熊》（Bears）。2002年，「Digital Media FX」網站中也寫出了一篇有關2003年即將發行的電腦動畫電影的文章，而其中就有這部電影，片名也是《熊》 。
這部電影主要的畫法是依照傳統的動畫，但仍然有部分片段是由電腦製成，如「鮭魚季」中出現的大量鮭魚畫面等。佈景設計師阿曼德·索蘭諾（Armand Serrano）對有關這部電影的繪製過程說道：「我們必須連續兩個月，每個星期三次到佛羅里達州的迪士尼郊外露營區去取景，同時還得用到活生生的小熊來作畫。」
角色狄克（Denahi）的監畫家魯本·阿奇諾（Ruben Aquino）說，狄克這個角色原本預設為肯尼的父親，是後來才決定改為肯尼的哥哥的。而布萊恩·霍華（Byron Howard），肯尼熊形的監畫家則說到，原本在製作時有一隻熊角色叫做葛利茲（Grizz），牠是被安排當作肯尼變成熊之後指導肯尼的角色，但後來被刪掉了。不過，這個角色的功用其實就很像片中的角色濤哥（Tug），所以葛利茲這個角色在被刪掉後，其原來的配音員就負責為濤哥配音。藝術導演羅布·魯佩（Robh Ruppel）指出，這部電影的結尾原本是要演出肯尼在變成熊之後每年一次北極光出現時回去找他的哥哥狄克見面的情況。
威爾·惠頓（Wil Wheaton）並沒有參與這部電影的配音員，但是在許多網站中的參考資料，包括著名的網路電影資料庫，都曾經誤勘，指出他是這部電影的配音員之一。但事實上，真正有參與的人不是他，而是威利·惠頓（Willie Wheaton）。

## 評價
美國著名的影評家羅傑·艾伯特和理查·洛普（Richard Roeper）兩人都給了這部電影正面的評價。
在美國，基督教基要主義者對於這部電影的評論和其餘的人有非常大的差別。他們認為這部電影所呈現的是一個不符合聖經、強調動物和人類的靈魂平等的概念的世界。另一方面，美國天主教會議（U.S. Conference of Catholic Bishops）則稱讚這部電影所呈現的哲學類似聖方濟各的理論。還有，非宗教信徒的影評家則說到這部電影的故事非常講究同理心、寬恕以及兄弟之間的感情，同時也是屬於正面的評價。
值得注意的是，《熊的傳說》中所使用的縱橫比非常特殊。在電影一開始，肯尼還沒有被變成熊時，電影所使用的縱橫比是1.75:1（類似美國電影常出現的1.85:1以及HDTV中的1.78:1），但在肯尼被變成熊之後，電影就改為使用2.35:1的縱橫比，同時也可以讓亮度增加，色彩也能變得更加逼真。它這種切換為寬螢幕的做法是繼電影《輕聲細語》以來的第一次，同時也是所有電腦動畫電影中的第一部。之後，《曼哈頓奇緣》和《辛普森家庭電影版》等電影也用了相同的手法。
這部電影一開始在美國國內獲得了約8500萬美元的票房，而國外也獲得了1.6億美元左右的票房，合計約是2.5億美元，算是一部成功的票房電影另外，迪士尼於2004年3月30日發行的DVD版本又增加了約1.7億美元的的收入。單單是2004年的4月，這部電影就發行了總共約551萬份的DVD。